# Xeromphalina
Genre
Les Xeromphalina sont un genre de champignons basidiomycètes appartenant à famille des Mycenaceae largement répandu.

## Espèces
D'après la 10e édition de Dictionary of the Fungi (2007), ce genre est constitué des espèces suivantes :
- X. amara
- X. brunneola
- X. campanella
- X. campanelloides
- X. cauticinalis
- X. cornui
- X. fraxinophila
- X. fulvipes
- X. kauffmanii
- X. leonina
- X. orickiana
- X. picta
- X. podocarpi
- X. setulipes
- X. tenuipes (Schwein.) A.H. Sm. (1953)
- X. testacea